# 種類
| ウィキペディアには「種類」という見出しの百科事典記事はありません（タイトルに「種類」を含むページの一覧/「種類」で始まるページの一覧）。 代わりにウィクショナリーのページ「種類」が役に立つかもしれません。 |